# Gran Canaria Arena
Gran Canaria Arena – hala sportowo-widowiskowa w Las Palmas na wyspie Gran Canaria w regionie Wyspy Kanaryjskie, w Hiszpanii. Została otwarta w 2014 r. przez Mariano Rajoya ówczesnego premiera Hiszpanii. Jej maksymalna pojemność wynosi 11 500 widzów. Głównym użytkownikiem hali jest klub koszykarski CB Gran Canaria.

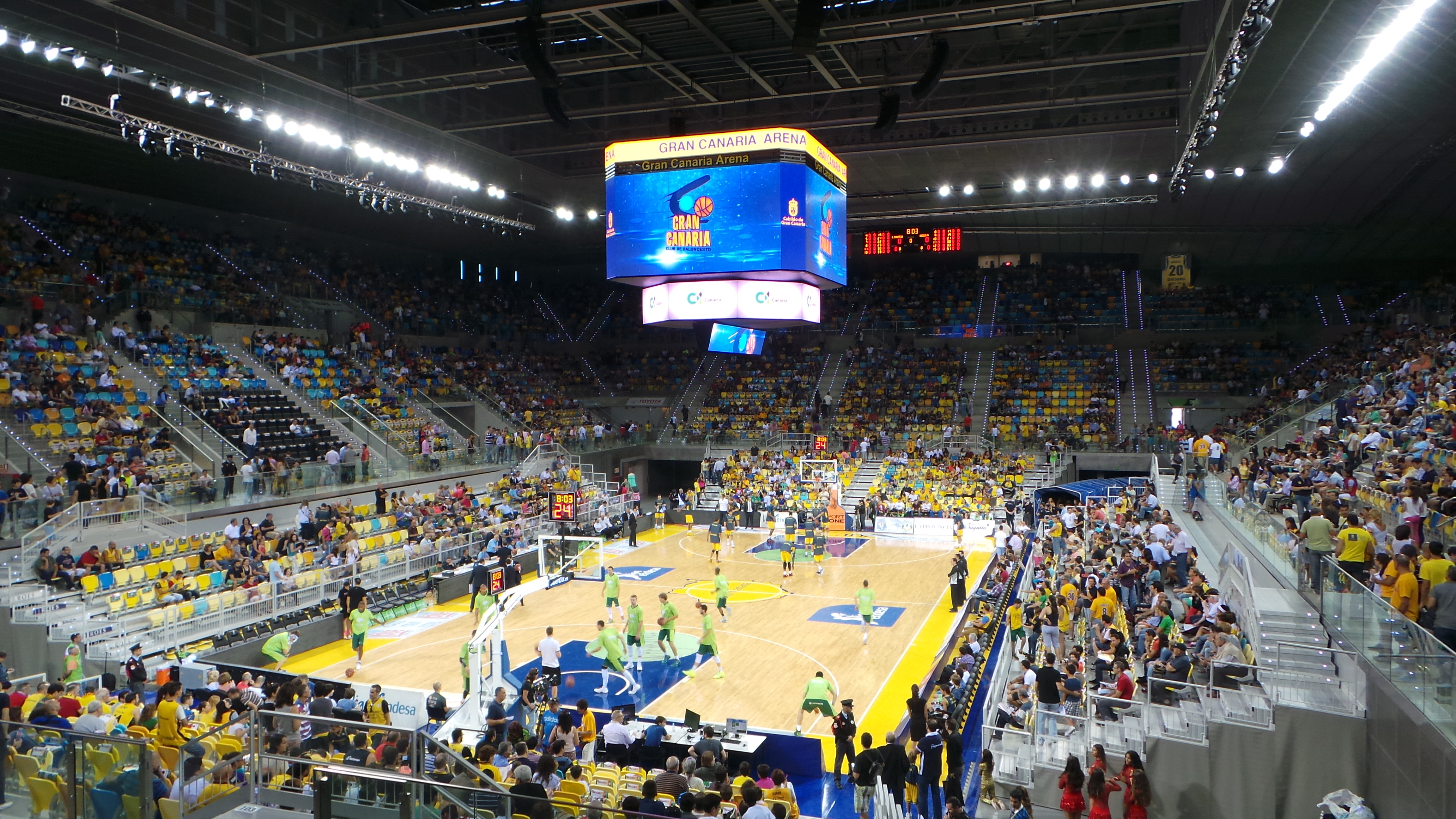
Wnętrze Gran Canaria Arena

W hali odbywała się faza grupowa Mistrzostw Świata w Koszykówce Mężczyzn 2014 oraz finał Pucharu Króla Hiszpanii w koszykówce mężczyzn w 2015 roku.